# David Mrhač
David Mrhač (* 29. srpna 1976, Brno) je český propagátor, zakladatel spolku Bosá turistika, chůze a turistiky naboso.
Vzdělání: Vysokoškolské v oborech ekonomika, právo a sociální vědy.

## Popularizace chůze naboso
S myšlenkou popularizace chůze naboso a bosé turistiky přišel David Mrahč v roce 2012. V roce 2013 se poprvé veřejně zapojil do propagace chůze naboso na Prague barefoot run (1. června 2013), charitativním běhu naboso, organizovaném občanským sdružením FOR DREAMS, o.s., pod záštitou městské části Praha.
V rámci této charitativní akce poprvé prezentoval glasswalking, tj. chůzi naboso po ostrých skleněných třepech. Smyslem bylo ukázat, co vše kůže chodidlech vydrží a že obavy z poranění chodidel při chůzi naboso jsou často přehnané.
Dne 10. června 2013 založil s přáteli občanské sdružení Bosá turistika (neziskovou organizaci) za účelem osvěty, boření mýtů a pro podporu chůze naboso a bosé turistiky.
Chtěli jsme to změnit a odbourat předsudky. Lidem, co rádi chodí bosi poskytnout podporu a ukázat jim, že v tom nejsou sami. A veřejnosti ukázat, že chodit naboso je příjemné, zdravé a zcela přirozené
David Mrhač, Radio Wave
Od okamžiku založení spolku se bosá turistika stává v České republice fenoménem, jenž získává mezi lidmi stále větší popularitu a média o bosé turistice hovoří jako o módním trendu.

## Vystupování a propagace chůze naboso v médiích
Gradování obliby chůze naboso pomohly do značné míry populární televizní a rozhlasové pořady, ve kterých byl David Mrhač zvláště v letech 2014 až 2015 častým hostem hovořícím na téma bosá turistika.

## Publikační činnost
Mimo četná interview v tisku, se David Mrhač podílel jako autor nebo spoluautor na článcích o bosé turistice v předních českých časopisech:
- Časopis Meduňka: Proč je zdravé chodit naboso[11]
- Lidé a země: Výlet pro 13 svalů a 26 kostí[12]
- Časopis Instinkt: Bosé Česko[13] a dalších.

## Lektorská činnost
Je lektorem chůze naboso po žhavém uhlí (firewalking) a po střepech (glasswalking), vystupoval např. v Show Jana Krause. Těmito aktivitami podporuje projekt bosé turistiky, nadaci Kapka naděje a charitativní projekt Srdcerváči, pomahající nalézat pracovní uplatnění zdravotně postiženým osobám.[ujasnit]

## Kauza Tomáš Zahálka
Úspěšně se angažoval v kauze muže v kiltu, vyvedeného ochrankou z obchodního centra s odůvodněním, že jeho „oděv je neslučitelný s kulturními standardy naší země“

## Organizování veřejných akcí
V České republice založil tradici každoročně se opakujících akcí naboso:
Mezinárodní den bosého běhu. v Česku.
Benefiční Bosý výšlap na Sněžku, na podporu nadačního fondu Kapka naděje.
Bosý pochod Praha – Prčice
Bosextrém – Poznej své bosé bosé hranice.